# Maria Gresz
Maria Gresz (1967) é uma jornalista e apresentadora de televisão alemã.
Maria Gresz frequentou o Gymnasium Eppendorf e fez o Abitur. Depois moderou o VOX Nachrichten. É redatora da Der Spiegel. De 1988 a 2008 foi substituta de Stefan Aust como moderadora do Spiegel TV Magazin na RTL Television. Desde 24 de fevereiro de 2008 é moderadora juntamente com Hendrik Voehringer. Em maio de 2009 moderou juntamente com Peter Kloeppel na RTL o programa "2009 - Wir wählen: Zuschauer fragen - Bundeskanzlerin Angela Merkel antwortet".